# Kvarteret Korpralen

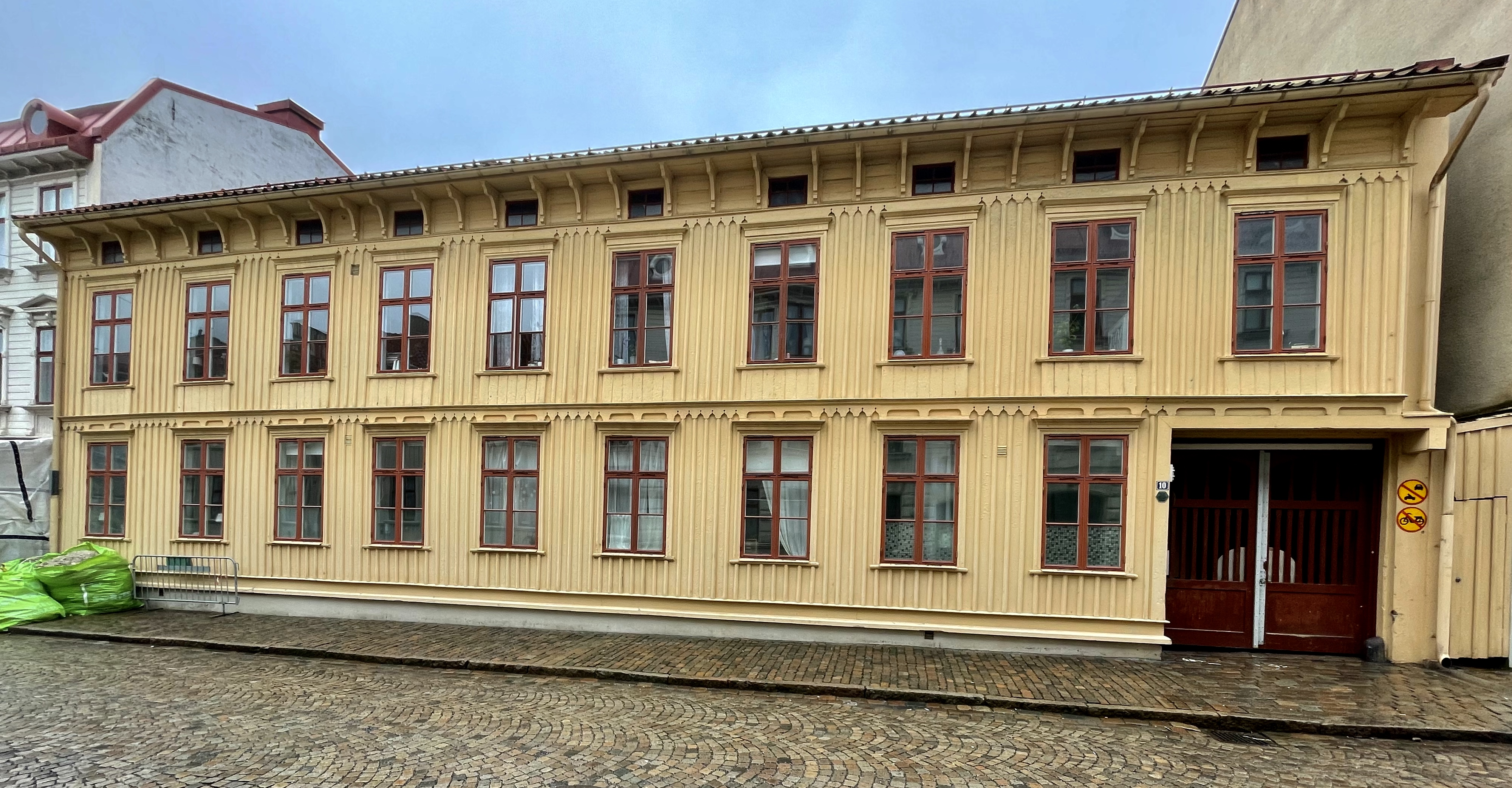
Änkan Bloms hus, "Hyrverket Sleipner", Västra Skansgatan 10 i Haga.

Kvarteret Korpralen med adresserna Haga Nygata 11, 13, 15 och Västra Skansgatan 6, 8, 10 i Haga i Göteborg har fastighetsbeteckningen Haga 13:15. Denna bevarade äldre del av kvarteret är byggnadsminne sedan 22 april 1985. Husen vid Västra Skansgatan 12, Frigångsgatan 12-16 och Kaponjärgatan 5-17 med fastighetsbeteckningen Haga 13:16 är uppförda på 1980-talet och senare och ej del av byggnadsminnet.

## Beskrivning
Kvarteret Korpralen ligger på mark, som ingått i Göteborgs befästningsanläggningar. Inom den östra delen av kvarteret låg kaponjären, en delvis övertäckt gång omgiven av vattengravar. Den fungerade som en förbindelselänk mellan befästningarna runt staden och Skansen Kronan. I början av 1800-talet fanns några små trähus i kvarterets västra del. Övriga tomter bebyggdes med trähus i 2-3 våningar under perioden 1850–70. Redan vid sekelskiftet 1900 fick husen vid Haga Nygata butiker med skyltfönster. Husen i två våningar mot Nygatan uppfördes kring mitten av 1850-talet. Husen i tre våningar utmed Västra Skansgatan byggdes omkring 1880.

## Historik
Frågan om bevarade av äldre bebyggelse i Haga var under många år föremål för omfattande diskussioner. Dessa miljöer representerar flera av stadsdelen Hagas speciella byggnadstyper. Länsstyrelsen antog 1979 ett handlingsprogram för byggnadsminnesärenden i Haga. Detta resulterade sedan i byggnadsminnesförklaring av följande byggnader i kvarteret Korpralen:
- Tullvaktmästare Jonssons hus och gård, Kaponjärgatan 5/Haga Nygatan 15. Tvåvåningshus av  locklistpanelat och gulmålat trä med tegeltak, från 1850-talet och med typisk gårdsmiljö.
- Bagare Asklunds hus, Haga Nygata 13. Av samma typ och ålder som föregående – mörkt gulmålat med tegeltak.[5]
- Skräddare Petterssons hus, Haga Nygata 11/Västra Skansgatan 6. Uppfört 1854 av trä i tre våningar, vilket endast var tillåtet under en kort tid. Locklistpanelat med profilerade taksparrar och omfattningar – målat i gulbeige och med plåttak.
- Sällskapet Framåts hus, Västra Skansgatan 6. Landshövdingehus från omkring 1880–90 med rusticerad bottenvåning och profilerade fönsteromfattningar – gulvitmålat under plåttak.[6]
- Byggnadsföreningen Verksamhetens hus, Västra Skansgatan 8. Av samma typ och ålder som föregående, men med tegeltak – ljust gråmålat, typisk gårdsmiljö.[7]
- Änkan Bloms hus, "Hyrverket Sleipner", Västra Skansgatan 10. Tvåvåningshus av locklistpanelat trä målat i mörkt gulbeige och byggt på 1850-talet med tegeltak.[8][9][10][11]